# Marie Eugenie Delle Grazie
Marie Eugenie Delle Grazie (14. srpna 1864 Bela Crkva, Rakouské císařství – 18. února 1931 Vídeň) byla rakouská spisovatelka, dramatička a básnířka píšící německy, považovaná za jednu z nejúspěšnějších spisovatelek své doby. 

## Život
Byla dcerou Caesara delle Grazie (1817–1873) a jeho manželky Marie, rozené Melzerové. Její otec, potomek benátské rodiny, byl vrchním inspektorem Donau-Dampfschiffahrts-Gesellschaft v Banátu a poté ředitelem dolů v Drenkové (dnes Drencova); matka pocházela z měšťanské hamburské rodiny. Marie Eugenie vyrůstala v Banátu ve vesnici Bersaska. 
Po smrti otce se její matka s ní a mladším bratrem přestěhovala do Vídně. Po ukončení školní docházky tam studovala na učitelském ústavu svaté Anny. Nemoc jí zabránila ve výkonu povolání, a proto se stala spisovatelkou na volné noze. Povzbuzoval a podporoval ji její učitel – teolog a etik Laurenz Müllner..
Marie Eugenie delle Grazie zemřela neprovdaná ve Vídni v roce 1931 ve věku 66 let. Byla uložena k poslednímu odpočinku na vídeňském hřbitově Döbling na Hartäckerstraße.

### Práce
Marie Eugenie delle Grazie patřila spolu s Marií von Ebner-Eschenbach k nejvýznamnějším rakouským spisovatelkám kolem roku 1900. Její epická i lyrická díla se vyznačují vyzrálostí. Kromě populární literatury psala také společensky kritická díla, v nichž se zasazovala o svobodu a lidskou důstojnost. Byla významnou představitelkou realismu. Patřila také ke sdružení Iduna – sdružení konzervativních katolických spisovatelů z Vídně, které existovalo v letech 1891 až 1904. Po smrti svého učitele Müllnera v roce 1912 odešla do ústraní do Štýrska a odvrátila se od volnomyšlenkářství ve prospěch katolicismu.

### Ocenění a vyznamenání
- 1883 Stipendium od Schwestern-Fröhlich-Stiftung (za její práci Saul )
- 1901 Bauernfeld-Preis (za Der Schatten)
- 1916 Ebner-Eschenbach-Preis (za Das Buch der Liebe)

## Dílo

### Poezie
- Gedichte – Leipzig: C. F. Simon, 1882
- Gedichte, neue Ausgabe (1885)
- Italische Vignetten – Leipzig: Breitkopf und Härtel, 1892

- Dornröschen (eLib.at Volltext)
- Kindheit (eLib.at Volltext)
- Neapel (eLib.at Volltext)
- Vergessen (eLib.at Volltext)

### Próza
- Hermann. Deutsches Helden-Gedicht in 12 Gesängen (1883)
- Die Zigeunerin. Eine Erzählung aus dem ungarischen Haidelande (1885)
- Der Rebell. Bozi. (2 Erzählungen, 1893)
- Robespierre. Ein modernes Epos. (1894)
- Liebe (Erzählungen 1902, eLib.at Volltext)
- Vom Wege. Geschichten und Märchen (2. Sammlung 1907)
- Traumwelt (Erzählungen, 1907)
- Heilige und Menschen (Roman, 1909)
- Vor dem Sturm. (Roman 1910)
- Gottesgericht und andere Erzählungen (1912)
- Wunder der Seele (Erzählungen, 1912)
- Zwei Witwen (Novelle, 1914)
- Die blonde Frau Fiona und andere Erzählungen (1915)
- Das Buch der Liebe (Roman, 1916)
- O Jugend! (Roman, 1917)
- Donaukind (Roman, 1918)
- Eines Lebens Sterne (Roman, 1919)
- Die Seele und der Schmetterling (Novelle, 1919)
- Der frühe Lenz (Erzählung, 1919)
- Homo … Der Roman einer Zeit (1919)
- Die Blumen der Acazia (Erzählung, 1920)
- Der Liebe und des Ruhmes Kränze. Ein Roman auf die Viola d’amour. (2 Bände, 1920)
- Die weißen Schmetterlinge von Clairvoux (Novelle, 1925)
- Matelda (In: Heimlich bluten Herzen. Österreichische Frauennovellen, 1926)
- Unsichtbare Straße (Roman, 1927)
- Titanic. Eine Ozean-Phantasie (1928)
- Sommerheide (Novelle, 1928)
- Das Buch der Heimat (Erzählung, 1930)
- Die Empörung der Seele (Roman 1930)

### Drama
- Saul: Tragödie in 5 Akten – Wien: Konegen, 1885
- Moralische Walpurgisnacht: ein Satyrspiel vor der Tragödie – Leipzig: Breitkopf & Härtel, 1896
- Schlagende Wetter: Drama in 4 Akten – Leipzig: Breitkopf & Härtel, 1898
- Der Schatten: Drama in 3 Akten und einem Vorspiel – Leipzig: Breitkopf u. Härtel, 1901
- Schwäne am Land (Drama 1902)
- Zu spät: vier Einakter: [Vineta – Mutter – Donauwellen – Sphinx] – Leipzig: Breitkopf u. Härtel, 1902
- Narren der Liebe: Lustspiel in 4 Akten – Leipzig: Breitkopf & Härtel, 1904
- Ver sacrum: Drama in 3 Akten – Leipzig: Breitkopf & Härtel, 1906

## Česká vydání
- Svatí a lidé: román – [Heilige und Menschen] přeložila Julie Schwarzová-Eimová. Praha: Národní listy, 1911
- Kristus běží!... – úvod František Sekanina; přeložila Libuše Baudyšová; in: 1000 nejkrásnějších novel... č. 51. Praha: J. R. Vilímek, 1913
- Kniha lásky: román – [Das Buch der Liebe] přeložila Anuše Mittenhubrová. Praha: Bedřich Stýblo, 1928